# Karl Weßling
Karl Weßling (* 11. März 1911 in Bremen; † 18. August 1968 in Bremen) war ein deutscher Gewerkschafter und Politiker (SPD).

## Biografie

### Ausbildung und Beruf
Nach dem Besuch der Volksschule absolvierte Weßling von 1926 bis 1929 eine Ausbildung zum Elektriker, arbeitete anschließend in seinem erlernten Beruf und war seit 1934 als Monteur bei den Siemens-Schuckertwerken tätig. Er engagierte sich gewerkschaftlich, nahm 1947 eine Tätigkeit als Sekretär bei der ÖTV auf und war später deren Geschäftsführer bzw. Erster Vorsitzender bei der Ortsverwaltung Bremen.

### Politik
Weßling war seit 1929 Mitglied der SPD. Er gehörte seit 1947 der Bremischen Bürgerschaft an und widmete sich dort vor allem gesundheitspolitischen Aufgaben.
Er wurde als Nachfolger von Gesundheitssenator Karl Krammig (CDU) bzw. Arbeitssenator Gerhard van Heukelum (SPD) am 21. Dezember 1959 als Senator für Arbeit und Gesundheit in den vom Bürgermeister der Freien Hansestadt Bremen Wilhelm Kaisen geführten Senat berufen. Er blieb auch in den von Willy Dehnkamp und Hans Koschnick geleiteten Folgeregierungen im Amt, ehe er am 18. August 1968 verstarb. Ihm folgte Senator Karl-Heinz Jantzen im Amt.

### Ehrungen
- Die Senator-Weßling-Straße in Bremen - Kattenturm wurde nach ihm benannt.